# Cramond
Cramond é uma cidade à beira do mar na agora parte suburbana de Edinburgo, na Escócia, localizada na parte noroeste de cidade na foz do Rio Almond. 
A área de Cramond tem uma longa história, com evidências de atividade no Mesolítico, na Era do Bronze e na Roma Antiga. Foi o local de nascimento do economista escocês John Law.